# ウォーザード
『ウォーザード』 (WAR-ZARD) は、1996年12月12日に稼働が開始されたカプコン製作の業務用2D対戦格闘ゲーム。同社の業務用システム基板CPS-3を採用した第1弾ソフトである。日本国外版タイトルは『レッドアース』 (RED EARTH)。
後に本作登場キャラクターが他のクロスオーバー作品へゲスト出演をいくつか果たしている。
家庭用への移植は長らく行われていなかったが、2022年6月24日に発売された『カプコン ファイティング コレクション』に収録され、これが初移植となった。

## ゲーム内容
ヒロイック・ファンタジーを題材とし、成長要素が存在する。具体的には、ラウンド終了時の得点に応じて体力の回復と経験値が加算が行われ、この経験値が一定に達するとレベルアップし新たな必殺技の追加や属性攻撃に対する耐性の上昇といった特典がある。また、2P対戦で勝利するとCPU戦の物とは異なる経験値を獲得でき、これを一定ポイント獲得した上で特定のレベルに到達することで得られる特典もある。
エンディングはそれぞれのキャラクターで各3種類存在し、コンティニューを20回以上した場合は共通メッセージの多い簡素な内容、コンティニューを19回以下でキャラクター毎の特定条件（選択肢や特定状況）を満たすとそれぞれ2種類に分岐する。また、ノーコンティニュークリア時はスタッフロールの演出が変化し、レオの特定エンディングでは一部の内容が変化する。

## システム
ラウンド
CPU戦は1ラウンドのみ。対人戦は2ラウンド先取になる。
ハイジャンプ
通常より高い位置までジャンプすることができる。
ダッシュ
フロントステップ・バックステップの形で前後への素早い移動が可能。
ダウン追撃
『ヴァンパイア』シリーズと同じように、ダウン中で倒れている相手に対して専用の追撃が可能。
ガードクラッシュ
一定数の連続攻撃を受けるとガードの状態が強制的に解除され、一瞬無防備な状態になってしまう。
アルティメットガード
この状態で敵の攻撃を受けた際、ありとあらゆる必殺技による削りダメージを受けずにガードすることが可能で、ガードクラッシュもない。発動させるとガード状態で一定時間硬直してしまうために、行動ができなくなる。投げ属性のガードはできないため、うかつに出すと投げの的になってしまう。
アルティメットカウンター
「アルティメットガード」を強制解除させて、専用の反撃を行う。LV1の状態では「逆波動拳コマンド+パンチ」の1種類しか使えないが、LVアップやVSポイント量によってタバサ以外に「逆波動拳コマンド+キック」のコマンドのものが追加される。
レベル
キャラクターに設定されているレベル。1から32までのLVがあり、この数値によって様々なメリットをもたらす。
メリット
攻撃力と防御力の増加。キャラクターが使える必殺技が増加。各属性に対する耐性。レオの装備する剣と盾のグラフィックの変化。
デメリット
CPUキャラクターのHPの増加。レベルによる対戦時のキャラクターの能力差。
経験値
キャラクターをレベルアップに必要な経験値であり、ゲームのスコアになる得点でもある数値。レベルはパスワードによって保存されるが、経験値はそのレベルの初期数値までの合計値のみが保存される。コンテニューしなければ引き継がれることがなく、次回プレイ開始時にはゼロからのスタートとなる。
メダル
基本的には、相手にダメージ量の多い攻撃を与えたり、宝箱の中から出現するメダル。
プレイ中に2度あるボーナスステージでは、登場するオブジェクトを破壊すると多数出現する。プレイヤー同士の対戦時には出現しない。大中小の金銀銅の計9種類のメダルがあり、銅より金、小より大の順で取得量が多い。
勝利ボーナス
CPU戦終了後、残りHP・残り時間・所有オーブ数からボーナスとして支給される。またこの数値量は、それに応じた量のキャラクターのHPを回復させる。
バーザスポイント
プレイヤー同士の戦闘時に取得できる特殊な経験値。この数値が一定量に達してなければ覚えることができない必殺技や、取得できない武器がある。レベルが低いキャラクターがレベルの高いキャラクターを倒したときほど、多くもらえる。相手を止めの刺し方や勝ち方によって、ボーナスが加わる。
パスワード
本作ではゲームオーバー時に表示される1から6までの数字で構成される10桁のパスワードを次回プレイ時に入力（攻撃ボタンが各数字に対応）することで、育てたキャラクターを継続して使用可能（ステージは最初から）。レベルと取得武器や技とバーサスポイントが反映される。なお特定の操作で入力できる特殊文字を使用することで隠しモードに突入することも可能。
稼動当時、このパスワードを控えるためのメモ用の紙片が設置店や筐体に備え付けで配布されていた。
アーケード版のパスワードは『カプコン ファイティング コレクション』版と互換性があるため流用が可能。
宝箱
各ステージに存在するアイテムの入った箱。箱の中には、オーブ・回復アイテム・メダルのどれかが入っており、攻撃を当てることで出現し取得することができる。プレイヤー同士の対戦時には、拾ったキャラクター側優先。CPU戦では、相手がアイテムを取得することはない。取らずに放置しておけば自動的に消滅する。
オーブ
「ミスティックブレイク（超必殺技）」や「ミスティマジック（魔法）」を使用するための宝珠。黒（星）・紫（毒）・赤（火）・緑（風）・黄（雷）・青（氷）の6つの属性に分かれており、「ミスティマジック」使用時にはその属性に合わせた魔法が発動。ゲームスタート時に初期状態でキャラクターに応じた色を最初から2個所持。宝箱から出た際は、一定時間放置すると隣あった属性の色のオーブに変化し、3度目の変化時に割れて消滅する。最大で3個まで取得可能で、4つ目取得時にはオーブに応じた経験値になる。一番画面中央寄りのものから消費され、スタートボタンを押すと隣り合った属性のものに変えることが可能。
フード
キャラクターのHPを回復させるアイテム。基本的に何かの料理であり、大・中・小の種類によって回復量が変化する。ステージによって料理のグラフィックが変化する。HPが満タン状態では経験値に変わる。
ミスティックブレイク
オーブを1つ消費して発動する、いわゆる超必殺技。キャラクターによって個別のものが用意されている。
ミスティックマジック
オーブを1つ消費して発動する魔法。オーブに応じて6種類の聖霊を呼び出し、攻撃を行う。発動中にダメージを受けると消滅し、効果が消えてしまう。
巨神ギアメテウス (Giamateus)
色 - 黒 / 属性 - 星
オリオン座を模したような星座の巨人の聖霊。画面上空から多数の隕石を降らせる。ヒット数が多いが、発動時間が若干遅い。
毒萬ドグマ (Dogma)
色 - 紫 / 属性 - 毒
紫色の幽霊のような聖霊。キャラクターを中心に地面を這うようにして、毒の霧が発生する。発動時間が短く、他の魔法に比べて当て辛い上にヒット数も多くはないが、発動が早い。
炎龍ゴランダ (Goranda)
色 - 赤 / 属性 - 火
大蛇にも似た3本の角のある竜の聖霊。自キャラクターの手前から正面に向かって、火柱を連続で発生させる。
風守ラファール (Rafale)
色 - 緑 / 属性 - 風
女性の妖精のような姿をした聖霊。キャラクターの後方から前方に向けて、孤を描く軌道の無数の小さな竜巻を発射する。効果範囲が全魔法中最大を誇り、高い命中性能を持つが、弾速が遅いので離れた位置に居る相手にはガードされやすい。
雷獣ガルバルス (Gorubarus)
色 - 黄 / 属性 - 雷
狼にも似た多数の角のある獣の姿をした聖霊。相手の上空付近に、多数の雷を落とす。発動が若干遅めではあるが、効果範囲が広く回避が難しい。
氷華スルフニル (Soulfunil)
色 - 青 / 属性 - 氷
氷の女性の姿をした聖霊。多数の氷柱を自キャラクターの前に作り出し、相手を自動で追尾しながら飛んでいく。命中率は高いが、飛んで行くまでに間がある。

## 登場キャラクター
ナレーション・ラウンドコールは細井治が担当。ただし、『ヴァンパイア』同様に音声は低音変換されている。

### プレイヤーキャラクター
本作のストーリーを紡ぐこととなる主人公の4人で、プレイヤーはこの中から1人を選び操作することになる。
レオ (Leo)
声 - 郷里大輔
弱点属性 - 全種（特に火と風） / 耐性 - なし
出身地 - グリーディア / 年齢 - 35歳 / 身長 - 218cm / 体重 - 125kg / 血液型 - B型
かつてはグリーディア国王であった。ヴァルダの軍勢に侵攻されたときも奮闘するが、負けた際にライオンになる呪いをかけられてしまう。3賢者を含む103人の犠牲の結果、姿形は人間に近くなったが、まだ完全には人に戻れていない。
プレイキャラクター中では唯一、魔法以外の飛び道具がなく、2回転のコマンド投げのミスティックブレイクが存在することから、分類的には「投げキャラ」に属するようなキャラクターである。しかし、剣による長いリーチと優秀な突進技を有し、それを感じさせない。また、LVアップにより剣と盾のグラフィックが変わっていき、特殊な条件を満たすことにより「雷」「氷」「炎」の「属性剣」（2本まで）、「魔神の斧」「伝説の盾」「伝説の剣」を入手することが可能で武器をコマンドにより持ち替えることができる。『CFJ』では「マーズ・スラッシュ」時の押したボタンに準じた3種の属性の剣、ミステックブレイク時は伝説の剣に持ち替えたグラフィックになっている。
真・ヴァルドールの「カースディスティニイ」を食らってしまうと子ライオン（ジャケットとブーツを身につけている）の姿になり、『CFJ』ではアナカリスの「王家の裁き」を食らったときもこの姿になる。
開発スタッフからのあだ名は「ライオン丸」。
ムクロ（骸 / Mukuro）
声 - 岸野幸正
弱点属性 - 氷 / 耐性 - 毒、火
出身地 - ジパング / 年齢 - 28歳 / 身長 - 178cm / 体重 - 65kg / 血液型 - A型
今もなお鎖国を続けるジパングの将軍ナオスケに仕える忍者。国の上空に現れた黒船の調査という任務を受ける。
忍者らしいスピード重視のキャラクターで、空蝉の術による移動技や苦無を飛ばす飛び道具による必殺技、鎖鎌による遠距離攻撃が可能。それ以外にも刀や大砲など遠近様々な武器を駆使して戦う。3つに分身しつつ（弱中強のボタンで本体がどれか選択する、ダッシュ、ジャンプ、大ジャンプに分かれる）、様々な攻撃を繰り出す「蜻蛉」と、そこから派生する技は格闘ゲームの忍者のイメージをきっちり出している作りになっており、『CFJ』でも存在する。また、LV14で覚える「閻魔突き」で止めを刺すと、相手の心臓部を抉り出し握り潰す特殊な勝利ポーズになる。『CFJ』では、Lv10で覚える「爆流昇」がLv2のミスティックブレイク、「閻魔突き」がLV3のミスティックブレイクに格上げされていた。そして、2つ目のミスティックブレイクであった「焔旋風」がなくなった。
真・ヴァルドールの「カースディスティニイ」を食らうとカブトムシ（マントを背負っている）の姿になり、レオと同様『CFJ』でアナカリスの「王家の裁き」を受けたときもこの姿になる。
コンティニュー時のボイスが「うまい!」と聞こえるので回復アイテム取得時に使用するという案があったが、キャラのイメージに合わないので却下したということがシークレットファイルに書かれている。
タオ（桃 / Tao）
声 - 浦和めぐみ
弱点属性 - 雷 / 耐性 - 火
出身地 - ゴラ / 年齢 - 13歳 / 身長 - 151cm / 体重 - 39kg / 血液型 - O型
わずか13歳にして、戦闘国家「ゴラ」が誇る女性だけの精鋭部隊「風舞（フォンウー）」の一員となった少女。一人称は「ボク」。
触覚のような装飾が付いたオレンジの帽子が特徴的。武闘大会で優勝した帰り道、故郷の村が焼き討ちに遭ったことから敵討ちの旅へ出る。
卓越した格闘技能と足甲の火炎輪を武器に、腕試しとばかりに強気を挫き、弱気を助ける。飛び道具と対空技といった最もオーソドックスな技を持っており、突進技もLvアップによって覚えることが可能。LV10で覚える空中ダッシュの韋駄天はそれ自体が攻撃になる。また、Lvが最大になると1回転コマンドの投げ技も覚えることが可能で、全キャラクター中では最もアクが少ない扱いやすいキャラクター性能になっている。「カースディスティニイ」がヒットした時の姿は小猿になる。
タバサ (Tabasa)
声 - 中友子
弱点属性 - 火 / 耐性 - 氷、風、雷
出身地 - アイスラーン / 年齢 - 19歳 / 身長 - 163cm / 体重 - 48kg / 血液型 - AB型
北方の地“アイスラーン”に住む天才魔学者（魔法使い）。世界を覆う不穏な気配に気づき、真相調査のために旅に出る。
薬瓶を投げて氷を出す攻撃や、波動の弾を飛ばす「チャクラウェーブ」に加え、大砲を出して攻撃するなどの飛び道具による遠距離攻撃が主体のキャラクターになっている。また、鳩を飛ばしたり、靴に化けていた猫を一時的に元に戻して蹴らせたりというような使い魔を使った攻撃モーションが存在する。蹴りの際に現れる猫は、右向き時と左向き時では性能は同じであるものの違う猫を出している。1Pカラー時は、右向き時（左足）は灰色掛かった白猫の「アル」で、左向き時（右足）は黒猫の「イブン」だが、カラーにより逆になる場合もある。レオと同じように特殊な条件を満たすことにより、周囲を浮遊している杖が「太陽の杖」に変わり、性能が上昇する。ただしレオとは違う点は、持ち替えができず、手に入れたらそのままになる。
『SvC』でデミトリから「ミッドナイトブリス」を受けた際は、「太陽の杖」を手にした魔法少女の姿になっていた。「カースディスティニイ」ヒット時の姿は帽子を被り魔導書を持ったペンギンで、『ポケットファイター』の彼女のエンディングや『SvC』でアテナに敗北した時にもこの姿になる。

### CPU専用キャラクター
様々なストーリー展開のもと、プレイヤーキャラクターの前に立ち塞がる。なお、ハウザーとヌールは後に『CFJ』でプレイヤーキャラクターとして登場している。
ハウザー (Hauzer)
弱点属性 - 氷 / 耐性 - 火、雷
グリーディアの伝承にたびたび登場するアースドラゴン（巨竜）。レオ編では最初の相手として登場する。
バックステージは、廃墟と化した神殿。巨大な3本の角を有し、尻尾の付け根に小さな翼を持つが、飛ぶことはできない。ガードモーションが存在せず、一定ダメージを受けると仰け反るスーパーアーマーの状態を常としているキャラクターで、全キャラクター中で最大の大きさを誇る。また、バーサークモードを発動させると、いくらダメージを与えても仰け反らなくなるばかりか、コマンド投げを含めた全ての投げ技も無効になる。
『CFJ』ではスーパーアーマーはなく、普通にガードするキャラクターになり、バーサークモードも使えなくなっていた。「王家の裁き」を受けると、『モンスターハンター』シリーズの「こんがり肉」になる。また、「ミッドナイトブリス」を受けると「設定原画」の落描きにある、セーラー服を着た女性の体にハウザーの頭がついた姿になる。
金剛（こんごう / Kongou）
声 - 郷里大輔
弱点属性：氷、雷 耐性：火、毒
タヌマが妖怪化した姿で、ジパングの伝承などに登場する巨大な鬼。ムクロ編では最初の相手として登場する。
バックステージは、燃え盛るジパングの町。画面中央の空中には、黒船が浮かんでいる。腕を切り成してロケットパンチのように飛ばしたり、吐瀉物を相手に浴びせ一定時間行動不能にするなど特殊な攻撃を得意としている。ハウザーと同じようにバーサークモードを発動できるものの、ハウザーのものより性能が低く、一定ダメージを受けたり投げられたりすると解除されてしまう。
タヌマ (Tanuma)
金剛の人間体で、トクガワ幕府の臣下の男。ナオスケの命で、邪魔者となっているムクロを狙っている。
セクメト (Secmeto)
弱点属性 - 風 / 耐性 - 火、毒
砂漠の王国アランバードに伝わる神獣で、アルマーナが四方を護る獣（獅子、竜、鷲、ヤギ）の霊力およびスフィンクス像と融合した姿。4つの獣の首に加え、尾が蛇になっているキメラ。3番目の相手として登場する。
バックステージは、エジプトを思わせるアランバードの神殿。名前の由来は、同名のエジプト神話の神。竜の頭が火球や火炎を吐き、ヤギの頭が食らった相手を行動不能させる毒の息を吐くなどして攻撃してくる。一定ダメージを与えると胸部のライオンが爆発し、当たると石化する極太の光線を撃ってくるようになる。条件を満たして勝利すると、直後のボーナスステージにレオの3種の属性の剣・魔神の斧、タバサの太陽の杖が出現する。
アルマーナIV世 (Arumana IV)
アランバードを支配する女帝。スフィンクスの石像と融合してセクメトになる。
ヌール (Nool)
声 - 細井治
弱点属性 - 火 / 耐性 - 氷、雷
イカとオウムガイを合成したような姿を持つクラーケン。アイスラーンに棲息して、時折船底に穴を開けたりして、自らが海の神だという自己顕示欲を満たしている。タバサ編では最初の相手として登場する。
バックステージは、アイスラーンの流氷の上。当たると氷結する竜巻や、子イカを使った飛び道具、触手を地面の下から伸ばすといったような遠距離攻撃が得意であるが、突進技や電撃攻撃なども有している。
『CFJ』ではキャラクター性能を調整された。「王家の裁き」時は、勝利ポーズの胴上げのときに出てくる子イカ。「ミッドナイトブリス」時はスクール水着を着て、ヌール風の帽子をかぶった少女になる。
ルアン (Luan)
声 - 中友子
弱点属性 - 雷、毒 / 耐性 - 風、火
ゴラの伝承に登場する不死鳥。タオ編では最初の相手として登場する。
バックステージは、ゴラの荒野。元々は美しい姿だったが、醜い姿に変えられて人を襲う怪物になってしまった。飛行することが可能で、羽を飛ばしたり口から光線を出すなどして攻撃してくる。CPU専用キャラクターで唯一、ダウン中の追撃攻撃をしてくる。勝利すると、その後のデモで元の美しい姿を現す。
ギギ (Gigi)
声 - 細井治
弱点属性 - 雷 / 耐性 - 毒
クリプトにまつわる伝説の一つ“神の城と地上を結ぶ門”を守る石造ロボット。6番目の相手として登場する。
バックステージは、クリプトのピラミッド型の遺跡内。男女の性別によって2つのモードがあり、チェンジすることで色とガードの性能が変化する。登場時は必ず赤色の女性モードで現れ、リーチが長い4本の剣によるコンビネーションで攻撃してくる。女性モードではガード時に緑色の幕を張って飛び道具を跳ね返すことが可能だが、連続ヒットする技は一発分のみ跳ね返す。青い男性モードでは跳ね返す性能を持たない。相手を真っ二つにする切断フィニッシュで勝利すると、頭部以外に胸部の各顔の箇所にも脳があることが見て取れる。
ブレイド (Blade)
声 - 岸野幸正
弱点属性 - 雷 / 耐性 - 風
本作の中ボス。ヴァルダ帝国の軍勢を率いる鎧武者。鎧の隙間からクリスタルが見える。その正体はレオの元・親衛隊長であり、ヴァルドールに洗脳されている。
開発段階では「ジハード (Jihad) 」という名前が付けられており、稼働時に配布されたシークレットファイルや、稼動直後に発売された攻略本『ALL ABOUT ウォーザード』ではこの名前で掲載されているが、製品版では「ブレイド」になっている。製品版で変更された理由は「ジハード」の単語がイスラム教の「聖戦」を意味しているため、敵専用のキャラクターに使用するには宗教的問題になる可能性があるためとされている。
バックステージは、ヴァルダ帝国の空中城の外縁。途中の要所要所にイントロ画面で姿を現す。全キャラクター中で最も長いリーチを誇り、なかなか近づかせてはもらえない強敵である。一定量のダメージを受けると、マントを脱ぎ捨て本気を出す。この状態になると、多段ヒットの巨大な飛び道具「プシュークロンプロクス」を剣先から撃ってくるようになる。また、鏡型の飛び道具「トラソス」を食らうと相手は鏡に閉じ込められてしまい、この状態で攻撃されると大きなダメージを受けてしまう。鏡には閉じ込められたそれぞれのキャラクターがうろたえる姿が映されるが、タオは漫画『おそ松くん』の登場人物「イヤミ」の決めポーズである「シェー」をかなり滑稽な表情で取る。
なお、レオの場合はここで切断フィニッシュしたか否かがエンディングの分岐条件になっている。
ヴァルドール (Valdoll)
声 - 郷里大輔
弱点属性 - 無し / 耐性 - 全て
本作の最終ボス。真の魔道知識を求める余り孤立し、ただ1人で世界を滅ぼす邪神を倒そうと研究する中で変貌していく。
バックステージは、空中城内部。2匹の竜に指令を出して突進攻撃やブレスを吐かせるなどの攻撃の他に、光線や蛇を出したり、巨大な剣が地面から生えてくるなどの魔法による攻撃をメインとしている。2匹の竜は、青と赤のモードと黒と茶のモードがあり、色によって吐くブレスが違う。ダウンさせると、テレポーテーションをして復帰するので、起き攻めがし難い仕様になっている。
真・ヴァルドール
弱点属性 - 無し / 耐性 - 全て
邪神が覚醒したことにより、ヴァルドールが強大かつ凶悪な力を身に付けた姿。人間的な姿をしていた変身前の面影を辛うじて残しながらも、禍々しさに満ちた異形の姿と化している。
バックステージはヴァルドールと同じ。腕が4本になり、後頭部から巨大な脳がはみ出た醜い姿になっている。各技の性能の向上や、ダウン後の復帰時間の上昇によりダウン追撃攻撃が当たり難くなっているなどのパワーアップが成され、2匹の竜を飛ばして相手を捕獲する「カースディスティニイ」を食らってしまうと、『ヴァンパイア』のアナカリスの「王家の裁き」のような攻撃ができないマスコット的な姿に変えられてしまう。その他にも、巨大な隕石を降らせたりする（ミスティックマジックのメテオの強化版）「ディストラクションレイン」などを使う。

### その他のキャラクター
ストーリーデモで演出として登場。
三賢者
勇気の賢者バロ 、力の賢者ビゴ、知の賢者ビスツからなる、グリーディアの相談役の賢者たち。ライオンとなってしまったレオを、人間に戻そうとした際に命を落としているが、霊的存在としてストーリーの冒頭とエンディングの直前に現れて、助言をする。
ケントス
レオのセクメト戦後のデモに登場する、グリーディアの兵士。ヴァルダの城から脱出してきた所をレオに保護されるが、人を怪物に変えてしまうヴァルダの所業と鎧の男について語った後、息を引き取る。
イーシア
2匹の犬を連れた女性。ヌールに触手に捕まっていたところを、レオによって助けられる。ヌール戦後、鎧の男によって村人が連れ去られたことをレオに教える。
ナオスケ
トクガワ幕府第24代将軍。ヴァルダ帝国の進行に際し、ヴァルドールに取り入り、あわよくば権力を得ようとしている。その障害となる、ムクロを排除しようと暗殺を企てる。ムクロのエンディングでは、直前の選択肢次第でムクロに斬り殺される。
ムクロの手下
ムクロの部下の忍者。ムクロと同じ黄色の服装で角がない。ストーリーの要所要所で、情報を伝えてくる。
黒い衣装を着ている者と赤い衣装を着ている者がおり、前者はムクロに忠実だが、後者はナオスケに取り入ってムクロを裏切り、ムクロを排除しようと企んでいる。エンディングでは、選択肢で前者の報告を信じるか否かによって、後者はムクロによって斬り殺される。
マムル
ヌールの触手に捕まっている少女。タバサによって助け出される。
ヨババ
マムルの祖母。
ロンベルト
長い剣を持った剣士。タバサでハウザーを倒した後に登場し、クリプトについて教える。その後、ブレイド戦の直前にも傷ついた状態で現れる。
フヒト
姉弟を探している少年。タオで、ハウザーを撃破した跡に登場し、タオと共に姉弟を探す。シークレットファイルでは、弟と合わせて「ヤマトタケルふうの子」と呼ばれており、弥生時代風のファッションは作中の世界での流行らしい。
ムラク
フヒトの弟。タオのおかげで、フヒトと再会を果たす。セクメト撃破後に登場する。
イザナギ
フヒトたちの姉で、長刀を持った女性。両親の仇としてタヌマを狙っていたが、金剛に変身したタヌマに襲われそうになっていたところを、タオに助けられる。金剛戦後、生き別れになっていた弟たちと再会を果たす。シークレットファイルでは、プレイヤーキャラクターにする案があったが、前後への移動モーションと長刀を振り下ろすモーションしかなかったので断念したことが書かれている。あだ名は「長刀姉ちゃん」。
テン
タオのエンディングに登場する。左目元に丸型の斑がある野良犬。タオと出会い、一緒に旅をしようと誘われ、「テン」と名づけられてタオと一緒に旅をすることになった。

## スタッフ
- プランナー：TATSUYA-DAI-NAKAE（中江竜也）、MUSASABI ZIROU、MURASAKI UMAGOYASHI（太田直仁）、MASAHIRO E-Z! NAKANO（中野正弘）
- プログラマー：浦郷勉、綱崎裕三、有吉清子、谷口昇、TOSHIYUKI FURUKO、松下正和
- オブジェクトデザイン：KURISAN、ERIPYON（中村会里）、IKUSAN Z（中山郁夫）、SHIBATA（柴田洋）、KIMO KIMO（木本壮紀）、SHISUI、M-NAKATANI、KANAME（藤岡要）、SATOSHI、MIZUHO（陰山みずほ）、KITASAN、YORIO（頼兼和男）、MIZUPYON（森本みずえ）、K-KIKUTANI、-GM CLIP-ISI-B、KOZUCHI、RASSIE-SAKUNO、KIDAI-SHIGEYAMA（茂山基大）、DEKAO（植田雅生）、JIN、TAKEP、大住智彦、MACH WINDY、YOSHINO HIROAKI、福島直樹、YOU TEN NAKANO（中野雄天）、K TOKUNAGA、MAGARI、KEN-JIMAN、福田直樹、GEN KADOI、TETSUO
- スクロールデザイン：ZIGGY（さかもとようこ）、福本容子、TAKA、YUMIKO、鈴木吾郎、HISASHI SAWADA、KISABON（木佐貫久司）、IWAI、TAKKY、MAY、DAISUKE NAKAGAWA
- オリジナルアートワーク：AKIMAN（あきまん）[注 15]、SHOEI（岡野正衛）、MONKEY-CHOP（BENGUS）、DAICHAN（大ちゃん）、IKEDAI（イケノ）、SAKOMIZU（迫水新一郎）、えだやん
- ミュージックコンポーズ：ANARCHY TAKAPON（岩井隆之）
- サウンドデザイン：RYOJI（山本亮治）、HACHIBEE（鉢迫渉）
- サウンドエンジニア：YOSHIHIRO IDA
- サウンドプログラマー：いけだやすし、TOMOHIRO MASUDA
- CP-SYSTEM IIIプログラマー：YOJI MIKAMI、E-BOU、GO! OZAWA
- スペシャルサンクス：MUCCHI（村田治生）、白岩卓也、MATT TAYLOR、ERIC SUZUKI、MAGDALENA VILORIA F、HARUMI YAMASHITA、ALISON STROLL、RITA ROKOS、DARRYL WILLIAMS、KUBOZONO、HIRAO、TEAM DARTY BELET、S-YASUKI、WATARU KONDO
- プロデューサー：SADDY（佐渡敬）[注 16]
- ゼネラルプロデューサー：船水紀孝

## 関連商品
攻略本
- 『ALL ABOUTシリーズ Vol.17 ALL ABOUT ウォーザード』電波新聞社、1996年12月25日発行。
- 『ゲーメストムック VOL.65 ウォーザード』新声社、1997年3月17日発行。ISBN 4-88199-334-8。

CD
- 『カプコンゲームサウンドトラック ウォーザード』ビクターエンタテインメント、1996年12月18日発売。

## 本作のキャラクターが客演しているゲーム
『ポケットファイター』
タバサがプレイヤーキャラクターとして登場して、他のキャラクターも背景に登場している。タオは普段は背景に登場しているが、体力が減ったときのタバサの盾がわりになることもある。また、リュウのエンディングにハウザーが登場する。他に豪鬼がフラッシュコンボ時にレオのコスプレをする。
『SNK VS. CAPCOM 激突カードファイターズ』シリーズ（トレーディングカードゲーム版も含む）
レオ、タバサ、ムクロ、タオがキャラクターカードとして登場している。
『DS』版ではアクションカード「ピンチ!!」にハウザーが登場。カウンターカードにレオの絵のある「アルティメットガード」というカードがある。
『CAPCOM VS. SNK 2 MILLIONAIRE FIGHTING 2001』
タオが上海ステージの背景に登場。
『SNK VS. CAPCOM SVC CHAOS』
タバサがプレイヤーキャラクターとして登場。
『CAPCOM FIGHTING Jam』
レオとムクロがプレイヤーキャラクターとして登場して、CPU専用だったハウザーとヌールもプレイヤーキャラクターとして登場する。
『モンスターハンター』シリーズ
ゲーム中で古代の地層から掘り出せる「さびた棒状の塊」から、ブレイドの武器である「魔剣アンドレイアー」にそっくりな「アンドレイヤー」という槍が作製できる（本作では大剣という設定だったが、モンスターハンターでは槍扱い）。ただし先端が折損しているなど復元が不完全（「太古の塊」から「マテンロウ」を復元すると完全な形になる）。
『モンスターハンター3（トライ）』以降は「アンドレイヤー」を「ハイアンドレイヤー」に強化できるが、欠損は相変わらず。
『モンスターハンター ポータブル 2nd G』では、「アイアンランス」を強化することで「ジェネシス」というガンランスへ派生し、刀身の回転と先端からの砲撃機能が再現されている。
『モンスターハンター ポータブル 3rd』では、「凄くさびた槍」から「（ハイ）アンドレイヤー」、「近衛隊正式銃槍」から「古代式回転銃槍」に強化することで同様の外観となる。
また、タバサやタオのコスチュームを再現した防具も存在する。
『NAMCO x CAPCOM』
『ロストワールド』のシルフィーがタバサのレヴェリーソードを使う。また、必殺技「フラッシュコンボ」時に、タオのコスプレをしながら炎龍脚を使う。
『タツノコ VS. CAPCOM CROSS GENERATION OF HEROES』
想鐘サキ、鴉のエンディングにハウザーが登場。
『ULTIMATE MARVEL VS. CAPCOM 3』
サポートカードとしてムクロが登場。
『鬼武者Soul』
カプコンヒロインズとしてタバサが武将となって登場。イベントクエストでは偶然見つけたイングリッドの髪留めを研究材料に使ったことで、それを取り戻すためにイングリッドに依頼されたプレイヤーと対決することになる。